# Normwertskala
Für die Eichung und Normierung psychologischer Tests wurden verschiedene Normwertskalen entwickelt, die häufig auf der z-Skala basieren, bei der der Mittelwert auf 0 und die Standardabweichung auf 1 festgelegt ist. Die Wahl von Mittelwert und Standardabweichung sowie der definierte Wertebereich bestimmen die spezifischen Eigenschaften der jeweiligen Skala. Ein Beispiel hierfür ist die IQ-Skala, die einen Mittelwert von 100 und eine Standardabweichung von 15 verwendet. Diese Normwerte ermöglichen es, individuelle Testergebnisse im Kontext der Gesamtpopulation zu interpretieren. Normwertskalen, die auf der z-Skala basieren, stellen Intervallskalen dar, was bedeutet, dass die Abstände zwischen den Werten gleich sind und eine präzise quantitative Analyse ermöglichen. Im Gegensatz dazu beruhen andere Skalen, wie die Stanine-Skala oder die T-Skala, auf Prozenträngen, die die Testergebnisse in relative Positionen innerhalb einer Population einordnen. Diese unterschiedlichen Ansätze zur Normierung bieten verschiedene Perspektiven auf die Leistung und ermöglichen eine umfassende Analyse der Testergebnisse.
Folgende Normen sind üblich (hohe Werte entsprechen üblicherweise hohen Merkmalsausprägungen, bei Leistungsmerkmalen besseren Leistungen):
| Normskala                                       | Mittelwert (M) | Standardabw. (s) | begrenzter Wertebereich |
| ----------------------------------------------- | -------------- | ---------------- | ----------------------- |
| z                                               | 0              | 1                | –                       |
| IQ                                              | 100            | 15               | –                       |
| SW (Standardwerte), auch Z                      | 100            | 10               | –                       |
| T                                               | 50             | 10               | –                       |
| C (C-Werte oder Centile)                        | 5              | 2                | –                       |
| Dezi-C (C mit mehr Differenzierung)             | 50             | 20               | –                       |
| Stanine (Standard Nine)                         | 5              | 2 bzw. 1,96      | 1–9                     |
| STEN (Standard Ten)                             | 5,5            | 2                | 1–10                    |
| N Standard-Schulnoten (1–5) nach Lienert (1961) | 3              | –1               | 5–1 im Original         |
| L (nach Gutjahr)                                | 10             | 5                | –                       |
| WP (Wertpunkte)                                 | 10             | 3                | –                       |
| Leistungsskala der PISA-Studien                 | 500            | 100              |                         |
| PR (Prozentrang)                                | 50 (Median)    |                  | 0–100                   |

Welche Normskala letztlich verwendet wird, ist beliebig. Wichtig ist allerdings, dass verschiedene Werte zum Vergleich in derselben Norm vorliegen. Für Intelligenztests hat sich beispielsweise die IQ-Norm weitgehend durchgesetzt. Manche Tests verwenden allerdings dennoch auch andere Normen, so greift z. B. das Adaptive Intelligenz Diagnostikum (AID) auch auf T-Werte zurück.
Die Werte aus einer Normierung lassen sich jederzeit ohne großen Aufwand in die Werte einer anderen Normierung umrechnen (X – der Wert, M – Mittelwert der Verteilung, s – Streuung der Verteilung):
{\displaystyle X_{1}=\left({\frac {X_{2}-M_{2}}{s_{2}}}\cdot s_{1}\right)+M_{1}}
Ist das Merkmal wie im Falle der Normskalen normalverteilt, reduziert sich die Berechnung von z-Werten auf die Formel:
{\displaystyle z={\frac {X-M}{s}}}
Im Falle nicht normaler Verteilungen (insbesondere für Prozentränge) führt eine einfache z-Standardisierung mittels dieser Formel dagegen zu Verzerrungen. Stattdessen kann auf eine Normalrangtransformation (Flächentransformation) zurückgegriffen werden. Die Normalisierung nicht normalverteilter Werteverteilungen kann allerdings zu Problemen führen (Scheindifferenzierung oder Nivellierung von Unterschieden).